# Chesterland
Chesterland – jednostka osadnicza w Stanach Zjednoczonych, w stanie Ohio, w hrabstwie Geauga.